# Colubrina
Colubrina es un género de árboles de la familia Rhamnaceae. Es nativo de las regiones templadas y cálidas tropicales de África, el continente americano, el sur de Asia, el norte de Australia y las islas del Océano Índico.

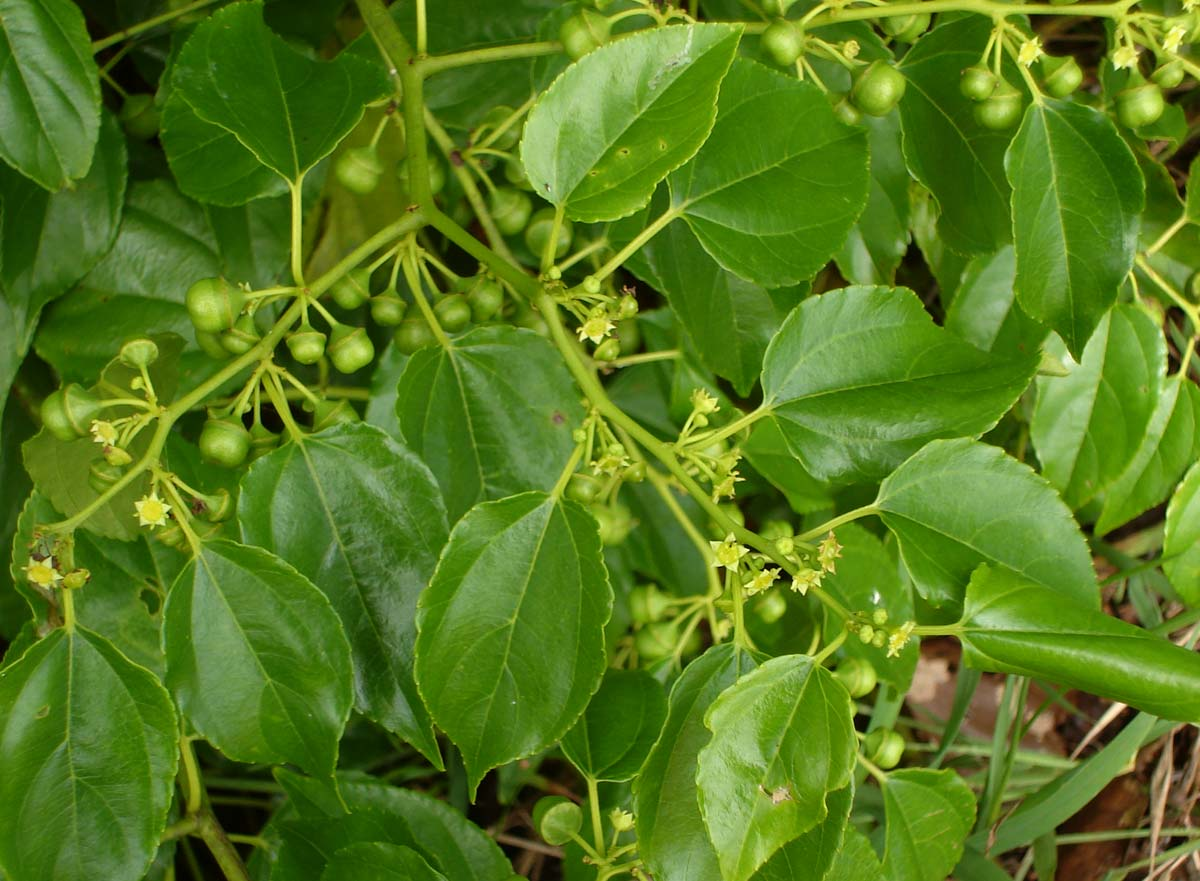
Detalle de las hojas

## Descripción
Las especies son arbustos y pequeños árboles que crecen 1-10 metros (3.3 a 33 pies) de altura, con hojas ovadas simples. Las flores son pequeñas, blanco verdoso o amarillento, el fruto es una cápsula que contiene tres semillas.
El género es al menos en parte un taxón "cajón de sastre", y la revisión probablemente resultará en el cambio de nombre de un número de especies de géneros diferentes.

## Taxonomía
Colubrina fue descrito por Louis Claude Richard ex Adolphe Theodore Brongniart y publicado en Memoire sur la Famille des Rhamnees 61–62, pl. 4, f. 3, en el año 1826. La especie tipo es: Colubrina ferruginosa (Fenzl) Reissek ex Benth.  

## Especies
- Colubrina arborescens (Mill.) Sarg. Florida,  México, Centroamérica)
- Colubrina articulata (Capuron) Figueiredo
- Colubrina asiatica (L.) Brongn.[6] (Pacífico)
- Colubrina californica I.M.Johnst.
- Colubrina cubensis (Jacq.) Brongn. (Cuba) - bijaguara de Cuba[7]
- Colubrina decipiens (Baill.) Capuron
- Colubrina elliptica (Sw.) Brizicky & W.L.Stern (México, Caribe, Centroamérica, Venezuela) - jajabico de Cuba, palo amargo de Cuba, yayabico de Cuba[7]
- Colubrina ferruginosa Brongn.
- Colubrina glandulosa Perkins
- Colubrina greggii S.Watson
- Colubrina humbertii (H.Perrier) Capuron
- Colubrina nicholsonii Van Wyk & Schrire
- Colubrina oppositifolia Brongn. ex H.Mann – Kauila (Hawái)
- Colubrina pedunculata Baker f. (Christmas Island)
- Colubrina pubescens Kurz
- Colubrina stricta Engelm. ex M.C. Johnst.
- Colubrina texensis (Torr. & A.Gray) A.Gray
- Colubrina verrucosa (Urb.) M.C.Johnst.[8][9][10]